# NGC 3858
NGC 3858 este o galaxie seyfert de tip 2⁠(d) situată în constelația Cupa. A fost descoperită în 1880 de către Francis Leavenworth. Se află la o distanță de 82,03 de megaparseci de Pământ.